# Esfera en The Venetian Resort
Sphere (en español conocido también por su nombre completo Esfera en The Venetian Resort) es una arena de música y entretenimiento en Paradise, Nevada, Estados Unidos, al este del Las Vegas Strip. Diseñada por Populous, el proyecto fue anunciado por la Madison Square Garden Company en 2018, conocida entonces como MSG Sphere. El auditorio, con capacidad para 18,600 asientos, se está promocionando por sus capacidades inmersivas de video y audio, que incluyen una pantalla led interior envolvente de resolución 16K, altavoces con tecnologías de formación de haces y síntesis de campo de ondas, y efectos físicos 4D. El exterior del lugar también cuenta con 580,000 pies cuadrados (54,000 m²) de pantallas led. Sphere mide 366 pies (112 m) de alto y 516 pies (157 m) de ancho. La arena costó $2.3 mil millones, lo que la convierte en el lugar de entretenimiento más caro construido en Las Vegas por mucho.

## Historia

### Inicios
El proyecto, conocido entonces como el MSG Sphere, fue anunciado en febrero de 2018. El proyecto fue inicialmente una asociación entre la Madison Square Garden Company (MSG) y Las Vegas Sands Corporation. El Sphere está cerca del Strip de Las Vegas y al este del resort Venetian, que fue inaugurado por Las Vegas Sands en 1999. Las Vegas Sands contribuyó con el sitio de 18 acres (7.3 hectáreas) para el proyecto. Apollo Global Management compró el Venetian en 2022 y se convirtió en el nuevo socio de MSG en el proyecto Sphere, reemplazando a Las Vegas Sands. Como parte de la venta, el terreno debajo del Venetian Resort y el Sphere fue comprado por Vici Properties.
El proyecto en forma de esfera fue diseñado por Populous, con un interior que incluye la pantalla led más grande del mundo. MSG inicialmente estimó el costo del proyecto en 1.2 mil millones de dólares. En febrero de 2020, la compañía dijo que el costo había aumentado a 1.66 mil millones de dólares como resultado de cambios en el diseño consistentes en mejoras para los huéspedes. El costo continuó aumentando, finalmente superando los 2 mil millones de dólares debido a la crisis global de la cadena de suministro de 2021-2023 y el aumento de la inflación de 2021-2022. Con un costo final esperado de 2.3 mil millones de dólares, es el recinto de entretenimiento más caro en la historia de Las Vegas, superando al Allegiant Stadium de 1.9 mil millones de dólares.

### Construcción
Se llevó a cabo una ceremonia de inauguración el 27 de septiembre de 2018, a la que asistieron aproximadamente 300 personas, incluidos Sheldon Adelson de Las Vegas Sands y el gobernador de Nevada Brian Sandoval. En noviembre de 2018, se informó que MSG Sphere se construiría junto con nuevos bares, suites privadas, un museo y espacio comercial. AECOM comenzó a trabajar en el sitio en febrero de 2019, mediante un acuerdo preliminar. AECOM había trabajado en varios otros estadios, incluido el T-Mobile Arena en Las Vegas. La excavación estaba en marcha en marzo de 2019. Se excavaron aproximadamente 110,000 yardas cúbicas (84,000 m³) de tierra y caliche para preparar el sitio para la construcción. AECOM fue nombrado contratista general en junio de 2019. El proyecto contaba con 400 trabajadores de construcción, y se esperaba que este número alcanzara en algún momento un máximo de 1,500. La construcción del sótano estaba en marcha en julio de 2019.
Para octubre de 2019, los equipos de construcción habían completado los 80,000 pies cuadrados (7,400 m²) del sótano, así como el primer nivel del recinto. El área del sótano se utilizará como espacio público para eventos. La excavación llegó a una profundidad de hasta 21 pies (6.4 m) para la construcción del sótano. En diciembre de 2019, la estructura esférica alcanzó los 65 pies (20 m) de altura con la finalización de un cuarto nivel, de ocho pisos sobre el suelo.
En febrero de 2020, se instaló en el lado noreste del sitio la cuarta grúa más grande del mundo, una grúa de orugas Demag CC-8800, con el propósito de levantar materiales de construcción pesados. La grúa es capaz de alcanzar hasta 580 pies (180 m) de altura. En un estado desmontado, la grúa fue transportada a través del océano Atlántico desde Zeebrugge, Bélgica, hasta Port Hueneme, California. Luego, se necesitaron 120 camiones para transportarla a Las Vegas. Se requirió una grúa separada para ensamblar la grúa principal, un proceso que duró 18 días. En marzo de 2020, la construcción alcanzó el punto más ancho de la estructura esférica, con un diámetro de 516 pies (157 m), ubicado en el sexto nivel y a 108 pies (33 m) sobre el suelo.
El proyecto estaba programado para abrir en 2021. Sin embargo, MSG anunció el 31 de marzo de 2020 que la construcción se suspendería debido a la pandemia de COVID-19. El proyecto experimentó una interrupción en su cadena de suministro, como resultado de la pandemia, lo que obstaculizó el progreso de la construcción. Se esperaba que todo el trabajo de construcción en el proyecto se detuviera en las próximas dos semanas después del anuncio. En agosto de 2020, MSG Entertainment anunció que la construcción se había reanudado en el proyecto, y la apertura se reprogramó para 2023. Durante los siguientes 15 meses, la construcción se centraría en el concreto, seguido por la erección de acero y luego el techo de domo de acero de 13,000 toneladas, la parte más compleja del proyecto. En octubre de 2020, los equipos completaron la elevación más pesada hasta ese momento, con la instalación de dos vigas de acero de 240 toneladas.
MSG asumió el cargo de contratista general en diciembre de 2020, aunque AECOM continuó brindando apoyo. Se agregó un anillo de compresión de acero de 170 toneladas en febrero de 2021, marcando la elevación más pesada de todo el proyecto. Debido a su tamaño, el anillo tuvo que ser ensamblado en el sitio de construcción. Los equipos de trabajo pasaron tres semanas soldando y atornillando las piezas de acero prefabricadas juntas, y luego la grúa se utilizó para levantar el anillo en su lugar.

### Techo, exosfera e interior

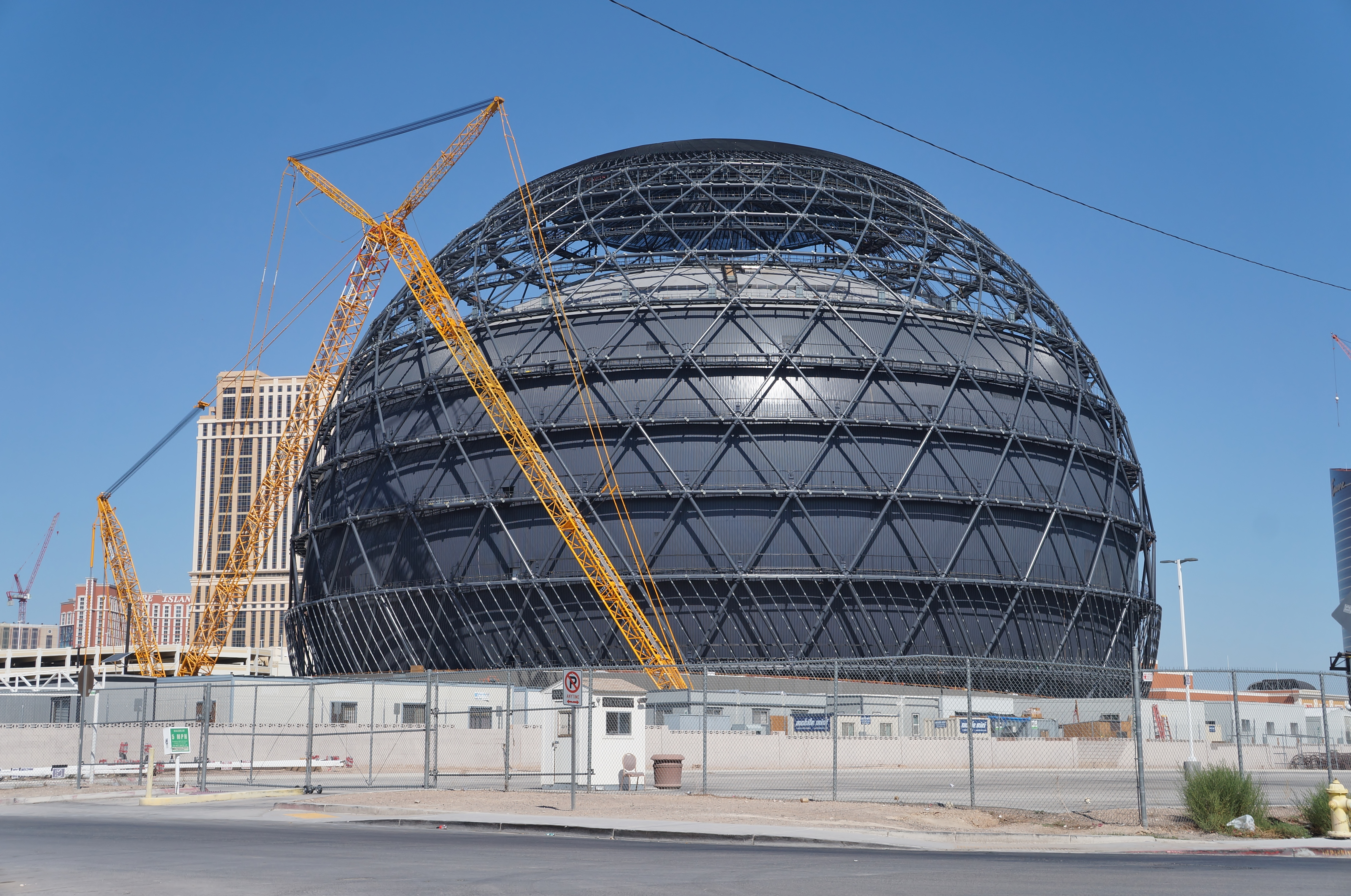
Construcción de la exosfera en septiembre de 2022

El techo del domo requirió 3,000 toneladas de acero. La construcción del techo comenzó a tomar forma en marzo de 2021, cuando los equipos comenzaron la instalación de 32 cerchas, cada una con un peso de 100 toneladas. La instalación de las cerchas alcanzó el punto intermedio en mayo de 2021, y la grúa tuvo que ser trasladada al lado sur de la propiedad para instalar el resto. Debido a su tamaño, el traslado de la grúa llevó dos días.
El domo fue coronado el 18 de junio de 2021, y ya se estaba trabajando en una exósfera externa que se construiría alrededor del domo. La exósfera está compuesta por paneles de luz led que son visibles desde varias millas de distancia. Es un 30 por ciento más alta que el domo. El trabajo en el interior de Sphere comenzó en agosto de 2021.
Tras completarse el marco de acero del techo, se bombeó un total de 6,000 yardas cúbicas (4,600 m³) de concreto sobre el techo. Esto formó una capa de 10 pulgadas (250 mm) de espesor, con un peso aproximado de 10,000 toneladas. El techo se terminó en octubre de 2021. Luego, los equipos centraron su atención en el marco interior de acero de 730 toneladas, que soporta las pantallas led y el sistema de audio. El trabajo en el marco interior continuó en 2022.
Una segunda coronación, para la exósfera, tuvo lugar el 24 de mayo de 2022. Esto fue seguido por la instalación de las pantallas led interiores y exteriores. Estas últimas se iluminaron por primera vez el 4 de julio de 2023, durante las celebraciones del Día de la Independencia. Pronto, Sphere se volvió viral por su despliegue de imágenes.

### Apertura
El propietario del lugar, Madison Square Garden Entertainment, se dividió en dos compañías en abril de 2023, con Sphere Entertainment Company haciéndose cargo de la propiedad. El lugar en sí mismo fue renombrado como Sphere. Abrió el 29 de septiembre de 2023, con U2 como su primer intérprete en una residencia titulada U2:UV Achtung Baby Live at Sphere. Marcó el primer espectáculo en vivo del grupo desde 2019. MSG planea albergar de cuatro a seis residencias cada año en Sphere. La compañía también estrenó su primera película, Postcard from Earth, del director Darren Aronofsky, en Sphere el 6 de octubre de 2023. El lugar empleará hasta 3,000 personas. Desde su apertura, Sphere ha operado con una pérdida de $98.4 millones hasta el final del tercer trimestre fiscal de 2023, lo que provocó la renuncia del director financiero de MSG.

## Eventos

### Conciertos
| Fechas                                        | Cabeza de carteles | Actos de apoyo          | Evento/Tour                           | Shows |
| --------------------------------------------- | ------------------ | ----------------------- | ------------------------------------- | ----- |
| 29 de septiembre de 2023 – 2 de marzo de 2024 | U2                 | Pauli "the PSM" Lovejoy | U2:UV Achtung Baby Live at Sphere     | 40    |
| 18 al 21 de abril de 2024                     | Phish              |                         | Phish Live at Sphere                  | 4     |
| 16 de mayo – 13 de julio de 2024              | Dead & Company     |                         | Dead Forever Live at Sphere           | 24    |
| 11 de julio al 24 de agosto de 2025           | Backstreet Boys    |                         | "Backstreet Boys: Into The Millenium" | 21    |

### Fórmula 1
Sphere es parte del circuito del Strip de Las Vegas.

### Eventos en 2024
- El Draft de entrada de la NHL 2024 se llevó a cabo del 28 al 29 de junio de 2024 en el lugar.[39]
- UFC albergo UFC 306 el 14 de septiembre de 2024.[40]
- Primer Espectáculo de Música Electrónica: Afterlife Presenta Anyma 'The End Of Genesys' se llevará a cabo del 28 al 31 de diciembre del 2024.[41]

## Otras ubicaciones
MSG había declarado que tiene la intención de construir otros lugares tipo Sphere alrededor del mundo.
Un Sphere similar estaba planeado para ser construido en Stratford, al este de Londres. Sin embargo, en noviembre de 2023, el permiso de planificación de Sphere fue rechazado por el alcalde de Londres, Sadiq Khan, principalmente debido a preocupaciones sobre la posible contaminación lumínica. El alcalde de Tees Valley, Ben Houchen, ha sugerido Teesside en el noreste de Inglaterra como un lugar alternativo para Sphere.
En diciembre de 2023, MSG estaba discutiendo la construcción de un nuevo lugar para ser utilizado para conciertos de K-pop en Hanam, Corea del Sur. Después de que las discusiones se estancaron para Corea del Sur y también para Arabia Saudita, MSG estaba en conversaciones con desarrolladores en los Emiratos Árabes Unidos para construir una segunda ubicación en Abu Dhabi.

## Sphere Studios
Sphere Studios, originalmente MSG Sphere Studios, abrió en Burbank, California, en mayo de 2022. La instalación se encarga del trabajo de producción y postproducción para la esfera de Las Vegas y futuras esferas. MSG Sphere Studios buscó colaborar con cineastas y músicos para crear parte del contenido para la esfera de Las Vegas. Ted King, quien previamente trabajó en Star Trek: The Experience, es uno de los que crearán contenido visual para la esfera en Las Vegas. El estudio también produjo contenido relacionado con la Fórmula 1, en el Gran Premio de Las Vegas de 2023 y 2024.
La instalación esférica del estudio, de casi 100 pies (30 metros) de altura, es una versión en miniatura de la esfera de Las Vegas. La instalación utiliza Big Sky, un sistema de cámaras especializado creado específicamente para producir material para la esfera.

## Galería
|                                         |
| Sphere vista desde la noria High Roller |

|                            |
| Una vista diurna de Sphere |

|                                                        |
| Sphere mostrando la superficie de Marte en la exosfera |